# 刘林 (动物学家)
刘林，中山大学教授、南开大学教授，主要从事端粒再生及表观遗传调控在胚胎发生和肿瘤发生中的作用及机制等方向的研究工作。入选中华人民共和国教育部第五批"长江学者"特聘教授。